# Vorgebirgsfort von Penchâteau

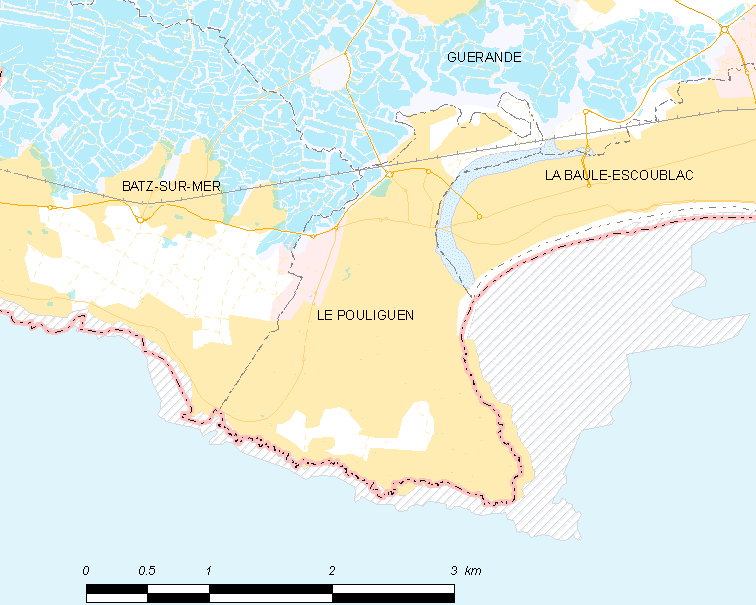
Karte

Das Vorgebirgsfort von Penchâteau (französisch Éperon barré de Penchâteau) ist ein Abschnittswall aus der Eisenzeit (5. Jahrhundert v. Chr.) an der Atlantikküste bei Le Pouliguen, im Département Loire-Atlantique in Frankreich. 
Charakteristisch ist bei vielen Abschnittswällen die Lage an einer exponierten Stelle, an einer steilen Meeresküste. Diese auf den Britischen Inseln besonders stark verbreiteten und dort Promontory Forts genannten Abgrenzungen sind, wie z. B. das Vorgebirgsfort an der Pointe de Lostmarc’h auf dem Kontinent etwas seltener anzutreffen. 
Das Vorgebirgsfort ist unter den Bezeichnungen „Camp celtique (ancien)“ und „Camp gaulois de Penchâteau“ seit 1979  bzw. 1996 als Monument historique geschützt.
Im Ort liegen die Monuments historiques Kapelle Ste-Anne und Croix de Penchâteau.